# شو شیشیائو
شو شیشیائو (انگلیسی: Xu Shixiao؛ زادهٔ ۱۶ فوریهٔ ۱۹۹۲) قایقران کانو زن اهل چین است.
وی در مسابقات کشوری و بین‌المللی در مجموع برندهٔ ۲ مدال طلا شده‌است.